# Wital Perzau
Wital Perzau (* 26. Mai 1982 in Leningrad) ist ein ehemaliger belarussischer Biathlet.
Wital Perzau lebt und trainierte in Minsk, wo er für Dinamo aktiv war und von Evgueni Zakharov trainiert wurde. Der Trainer begann 2002 mit dem Biathlonsport und gehörte seit 2003 den belarussischen Nationalkader an. Noch 2002 bestritt er seine ersten Rennen im Europacup. Als 19. eines Sprints in Obertilliach gewann er erste Punkte in der zweithöchsten Rennserie. Höhepunkt der ersten Saison waren die Juniorenweltmeisterschaften 2003 in Kościelisko, wo er in Staffel- und Sprintrennen Fünfter sowie in der Verfolgung 22. und im Einzel 31. wurde. Es folgte der Start bei den Juniorenrennen der Europameisterschaften 2003 in Forni Avoltri. Perzau wurde im Einzel hinter Ondřej Moravec und Michal Šlesingr Dritter des Einzels, Elfter des Sprints, Siebter der Verfolgung und gewann an der Seite von Sjarhej Daschkewitsch, Uladsimir Miklascheuski und Aleksandr Mytnik mit der Staffel von Belarus die Silbermedaille. Im weiteren Jahresverlauf lief er auch bei den Juniorenrennen der Sommerbiathlon-Weltmeisterschaften 2003 in Forni Avoltri, bei denen er 23. des Sprints, 22. der Verfolgung, 20. des Massenstarts und Fünfter mit der Staffel wurde.
In der Saison 2003/04 gab Perzau sei Debüt im Weltcup. Bei seinem ersten Einzel in Antholz wurde er 98. eines Einzels, im folgenden Sprint wurde er 50. was seine beste Weltcup-Platzierung bleiben sollte. In Nowosibirsk startete der Belarusse bei den Europameisterschaften 2005 erstmals bei einer internationalen Meisterschaften der Männer. Im Sprint wurde er 13., im Verfolgungsrennen 14. und im Staffelrennen mit Oleksij Ajdarow, Andrei Slavnikov und Sjarhej Nowikau Fünfter. Seine letzte Meisterschaft lief er bei den Sommerbiathlon-Weltmeisterschaften 2006 in Ufa. Im Crosslauf-Sprint wurde er Zehnter, mit Tazzjana Schyntar, Natallja Sakalowa und Aljaksandr Uszinau erreichte er mit dem Gewinn der Bronzemedaille im Mixed-Staffelrennen seinen größten internationalen Erfolg. Bei den Rennen auf Skirollern belegte Perzau die Ränge 18 im Sprint und neun im Verfolgungsrennen. Bei der Winter-Universiade 2007 gewann er mit Sjarhej Nowikau, Uladsimir Miklascheuski und Sjarhej Simzou den Titel im Staffelrennen. Zudem wurde er Zehnter des Einzels, Zwölfter des Sprints, Neunter der Verfolgung und Siebter des Massenstartrennens.

## Biathlon-Weltcup-Platzierungen
Die Tabelle zeigt alle Platzierungen (je nach Austragungsjahr einschließlich Olympische Spiele und Weltmeisterschaften).
- 1.–3. Platz: Anzahl der Podiumsplatzierungen
- Top 10: Anzahl der Platzierungen unter den ersten zehn (einschließlich Podium)
- Punkteränge: Anzahl der Platzierungen innerhalb der Punkteränge (einschließlich Podium und Top 10)
- Starts: Anzahl gelaufener Rennen in der jeweiligen Disziplin

| Platzierung         | Einzel | Sprint | Verfolgung | Massenstart | Team | Staffel | Gesamt |
| ------------------- | ------ | ------ | ---------- | ----------- | ---- | ------- | ------ |
| 1. Platz            |        |        |            |             |      |         |        |
| 2. Platz            |        |        |            |             |      |         |        |
| 3. Platz            |        |        |            |             |      |         |        |
| Top 10              |        |        |            |             |      |         |        |
| Punkteränge         |        |        |            |             |      |         |        |
| Starts              | 1      | 3      |            |             |      |         | 4      |
| Stand: Karriereende |        |        |            |             |      |         |        |